# Antónis Diamantídis
Antónis Diamantídis (grec moderne : Αντώνης Διαμαντίδης) est un chanteur grec né en 1892 à Constantinople et mort à Athènes en 1945.
Né d'un père turc et d'une mère grecque, sa carrière a débuté au début des années 1910. Il a chanté du rebetiko, du smyrneïko, du laïko et des chansons populaires. 